# Mesa Rica, Delstaten Mexiko
Mesa Rica är en ort i Mexiko.   Den ligger i kommunen Valle de Bravo och delstaten Mexiko, i den södra delen av landet, 110 km väster om huvudstaden Mexico City. Mesa Rica ligger 2 481 meter över havet och antalet invånare är 342.
Terrängen runt Mesa Rica är huvudsakligen kuperad, men åt sydväst är den bergig. Mesa Rica ligger uppe på en höjd. Runt Mesa Rica är det ganska tätbefolkat, med 116 invånare per kvadratkilometer. Närmaste större samhälle är Valle de Bravo, 11,5 km norr om Mesa Rica. I omgivningarna runt Mesa Rica växer huvudsakligen savannskog.